# Charles Gauthier
Charles Gauthier (Chauvirey-le-Châtel, 7 dicembre 1831 – Parigi, 5 gennaio 1891) è stato uno scultore francese.

## Biografia
Charles Gauthier nacque a Chauvirey-le-Châtel nel 1831. Egli si iscrisse alla scuola di belle arti di Parigi il 6 aprile 1854 e seguì le lezioni di François Jouffroy. Nel 1861 vinse la medaglia d'argento, il secondo premio del Premio di Roma, grazie a Chryséis rendue à son père par Ulysse. Gauthier ottenne delle altre medaglie nel 1865, nel 1866 e nel 1869. Le sue opere furono esposte al Salone di Parigi tra il 1859 e il 1882.
La sua statua allegorica Modération venne posta nel foyer del teatro dell'Opera di Parigi nel 1873 (un bozzetto in gesso è conservato nelle collezioni del museo d'Orsay). Il suo Giovane bracconiere (Le jeune braconnier) è situato nel parco del castello di Fontainebleau. Tra le sue opere si cita anche la base bronzea del piedistallo della vasca della prima fontana del teatro francese di Parigi.

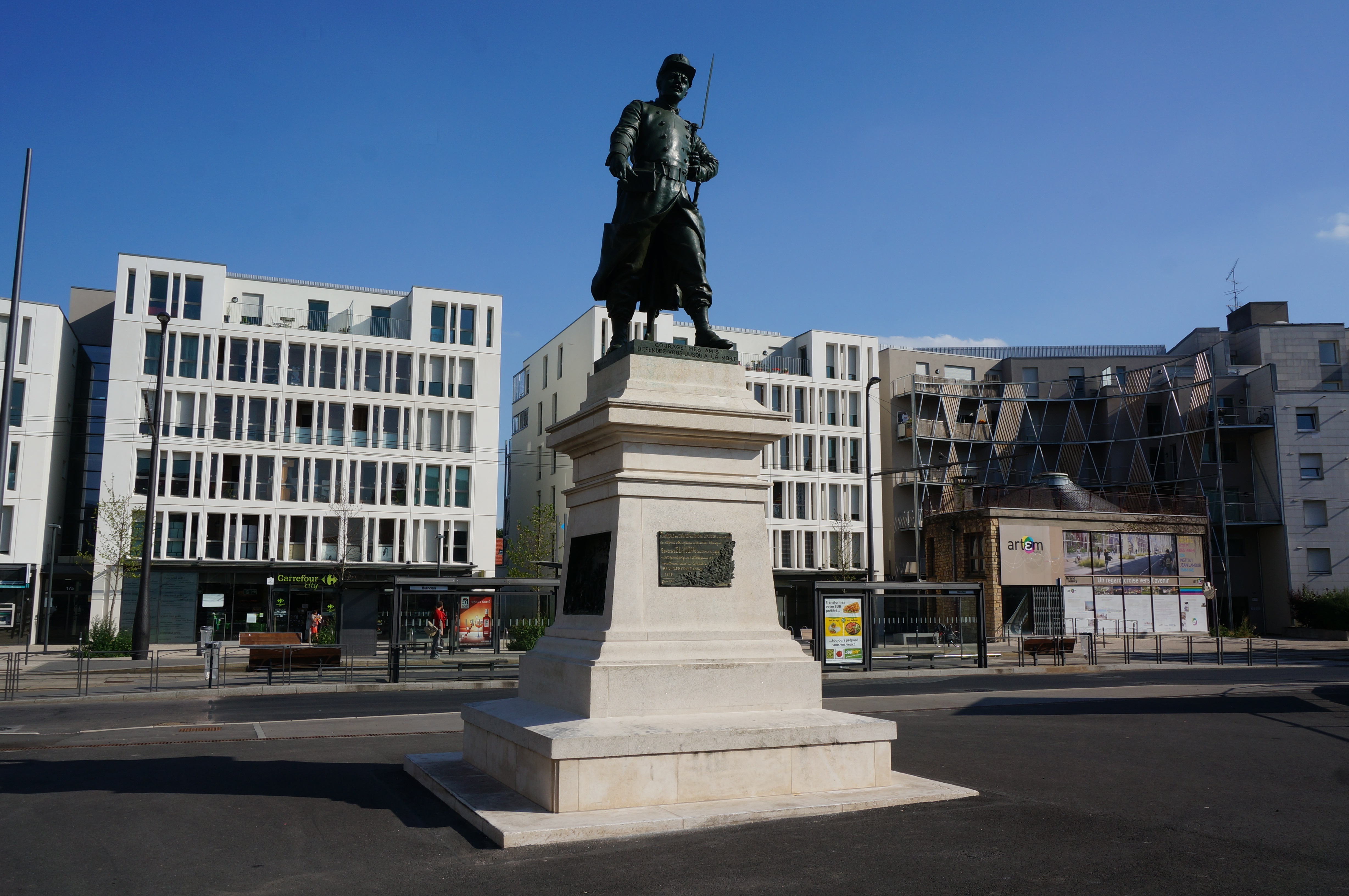
Monumento al sergente Blandan, 1886-1887

La statua del sergente Jean Pierre Hippolyte Blandan, un eroe dell'esercito francese in Algeria, venne commissionata a Gauthier dopo un concorso pubblico e lo scultore la realizzò tra il 1886 e il 1887. Un tempo la statua si trovava a Boufarik, ma nel 1963, dopo l'indipendenza dell'Algeria, venne trasferita in Francia e collocata nel cortile di una caserma di Nancy. Nel 1990 la statua venne trasferita nella rue du Sergent-Blandan (una via dedicata proprio al sergente Blandan) della stessa città.
Dopo aver ricevuto la Legion d'onore nel 1872, egli venne nominato professore di scultura alla scuola di arti decorative nel 1882. Charles Gauthier morì il 5 gennaio 1891 nella sua casa situata sul boulevard du Montparnasse, nel sesto arrondissement di Parigi, e venne sepolto nella decima divisione del cimitero di Montparnasse.

## Opere

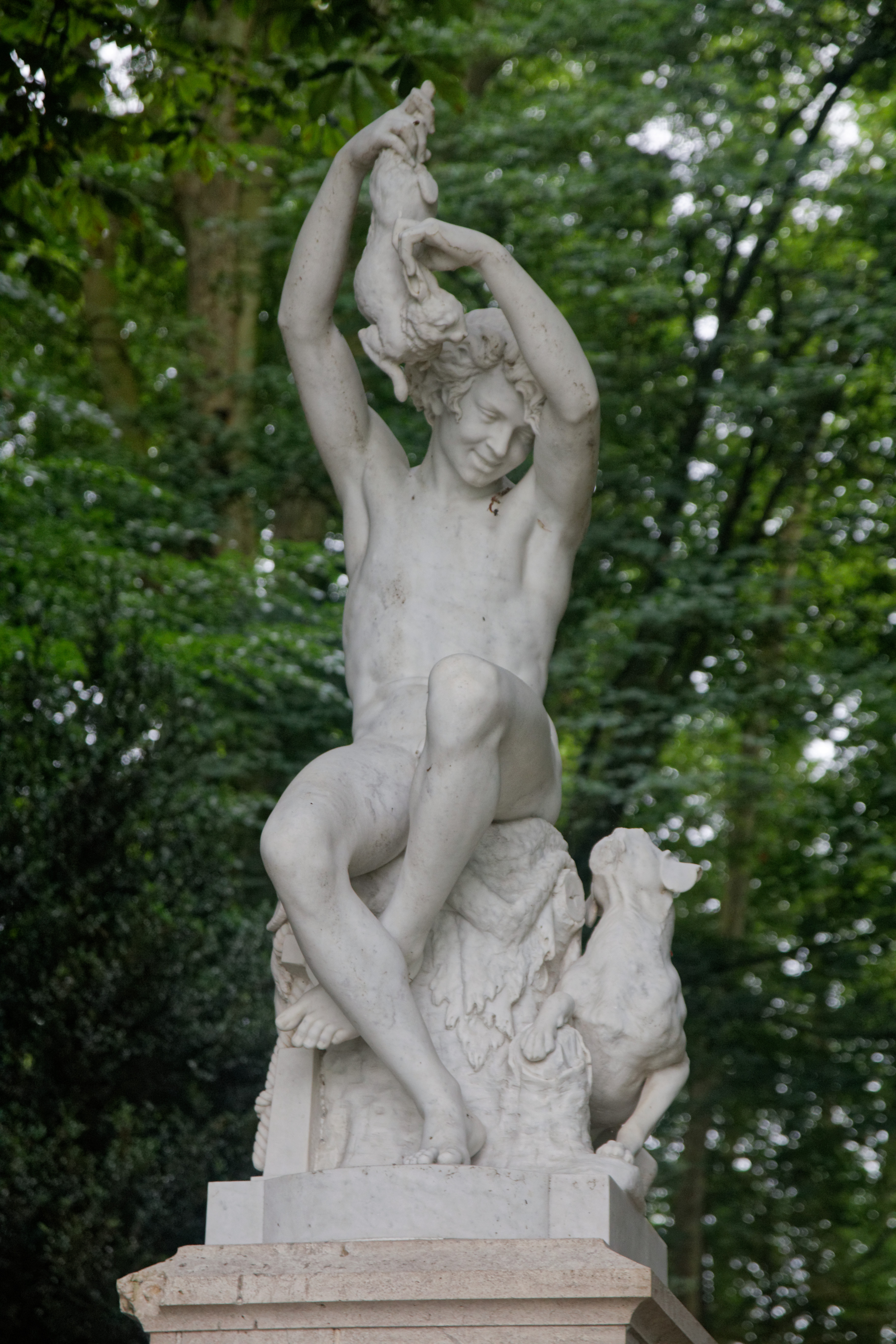
Il giovane bracconiere, 1872

- Argenteuil, basilica di San Dionigi: Vierge de l'humilité.
- Compiègne, parco del castello di Compiègne: Andromeda, 1875, marmo.
- Fontainebleau, castello di Fontainebleau: Il giovane bracconiere, 1872, marmo.
- Lilla, palazzo delle belle arti: Cleopatra, 1880, gesso e ocra.
- Nancy, rue du Sergent-Blandan: Monumento al sergente Blandan, 1886–1887, bronzo.
- Parigi:
  - chiesa della Santissima Trinità: San Matteo.
  - museo d'Orsay: Modération, 1873 circa, gesso, schizzo per la statua in gesso installata nel foyer dell'Opéra de Paris.
  - Opéra de Paris, foyer: Modération, 1873, gesso.
- Rennes, già al museo di belle arti: Jeune fille, Le Matin, vers 1886, gesso (opera distrutta).[6]
- San Quintino, basilica di San Quintino: Carlo Magno, bronzo.

## Allievi di Gauthier
- Georges Jules Briois (1839-1903), militare e scultore.

- Albert Miserey (1862-1938), scultore.

- Charles Virion (1865-1946), scultore, medaglista, pittore e ceramista.

- Louis Breitel (1866-1901), scultore.